# Fruits of the Australian Tropical Rainforest
Fruits of the Australian Tropical Rainforest,  es un libro con ilustraciones y descripciones botánicas que fue escrito conjuntamente por Wendy Cooper & William T. Cooper en el año 2004.
Fruits of the Australian Tropical Rainforest, cubre las plantas con fruto, de la selva tropical de Australia en Queensland se extiende desde Rockhampton en el Trópico de Capricornio hasta el estrecho de Torres. Identifica y describe 2.436 especies de las cuales 1.236 se ilustran en colores vibrantes.